# Real Audiencia de los Grados de Sevilla

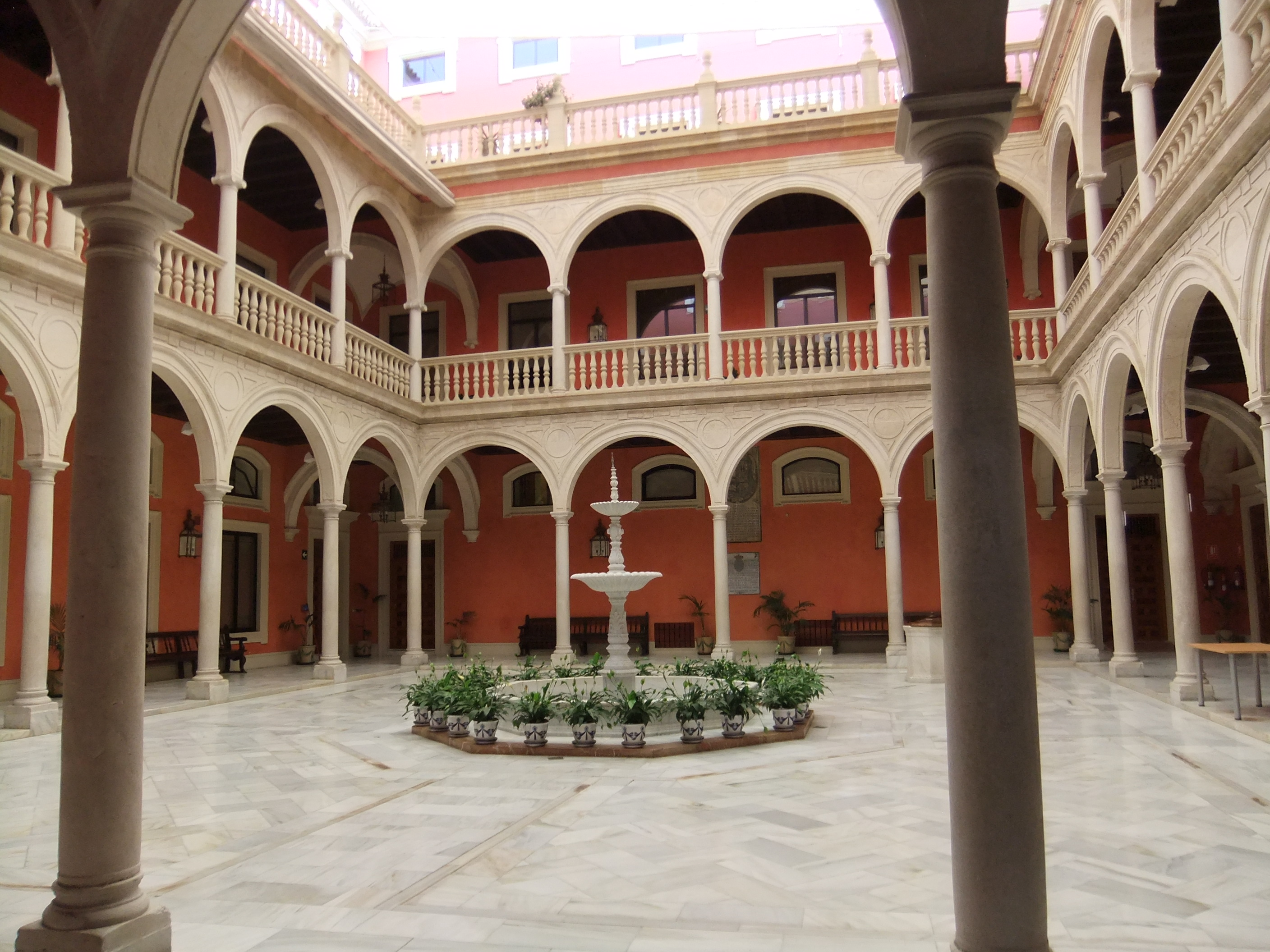
Patio interior del edificio de la antigua Audiencia en la plaza de San Francisco

La Real Audiencia de Sevilla fue un órgano jurisdiccional que dependía de la Corona de España. El edificio que albergó esta Real Audiencia está ubicado en la plaza de San Francisco de Sevilla y actualmente es la sede de la fundación Cajasol.

## Historia
Hasta 1474 el adelantado mayor de Andalucía tenía competencias en materia civil y criminal. En la Baja Edad Media, Sevilla tenía para los asuntos civiles cinco alcaldes ordinarios nombrados por el concejo. Para apelar había tres alcaldes mayores, nombrados por el rey, y el adelantado. Para los asuntos criminales existía la figura del alcalde de justicia, nombrado por el rey, y el adelantado.
No se conoce la fecha de creación de la Audiencia de los Grados de Sevilla. Se sabe que los Reyes Católicos le dieron forma de tribunal colegiado en 1493. Carlos I aprobó sus primeras ordenanzas en 1525 y las segundas en 1556. En 1566 se aprobaron nuevas ordenanzas, reinando Felipe II.

## Edificio
A comienzos del siglo XVI la audiencia tenía su sede en la casa de Pilatos, para ser pronto trasladada a la casa Cuadra de la plaza de San Francisco.
La sede de plaza San Francisco se construyó, por orden de Felipe II, entre 1595 y 1597. En 1605 el ayuntamiento propuso una reforma de la fachada para una reforma urbanística de la plaza, que finalizó en 1606. En 1818, se construyó la portada y el balcón en el centro del edificio. En 1842 se instaló un reloj en la fachada. Contaba el edificio entonces con una torre que se suprimió en 1861.
El inmueble sufrió un incendio el 6 de agosto de 1918, tras el cual fue reformado por Aníbal González, hasta 1923, inspirándose para ello en la Universidad de Alcalá de Henares. 
La parte más caracterísitca del palacio renacentista que eran el patio y la escalera no se vieron afectados, quedando destruida la parte alta del edificio y casi toda el ala derecha. En la reconstrucción, Aníbal González mantuvo el esquema de las dos primeras plantas y en la fachada de la tercera, construyó ventanas con arco de medio punto separadas por columnas que permanecen actualmente. Mientras duraron la obras, la Audiencia se instaló de forma provisional en el palacio de los juzgados, actualmente ocupado por el Archivo Histórico Provincial de Sevilla. En 1972, la Audiencia se trasladó de forma definitiva a su actual ubicación en el Prado de San Sebastián.
Fue entonces reformado por Rafael Manzano Martos para servir de sede central de la Caja de Ahorros de San Fernando. En la actualidad es sede de la Fundación Cajasol.

## Colección artística
La Fundación Cajasol posee una amplia colección de pintura, escultura, grabados y muebles de más de trescientas piezas, entre las que destacan el retrato del arzobispo Pedro de Urbina, obra de Murillo, la obra anónima del siglo XVII que representa al rey San Fernando y entre las obras del siglo XX el cuadro "Joven con flores en el pelo" de Gonzalo Bilbao. También existen obras de destacados pintores contemporáneos como Alfonso Grosso, Carmen Laffón y Teresa Duclós. En la colección de tapices hay tres tapices barrocos del siglo XVII, dos flamencos y otro francés.